# Michael Jackson & Friends
I Michael Jackson & Friends sono stati due concerti benefici organizzati dal cantante e filantropo Michael Jackson nel 1999 rispettivamente a Seul, in Corea del Sud, e a Monaco di Baviera, in Germania, per raccogliere fondi per le vittime della guerra in Kosovo, per la Croce Rossa e per il Fondo per l'infanzia di Nelson Mandela.
Al concerto si esibirono o presero parte molti artisti internazionali fra i quali Mariah Carey, Ringo Starr dei Beatles, Slash, gli Scorpions, Steven Seagal, Andrea Bocelli, Zucchero Fornaciari e molti altri.
Jackson si esibì in entrambi i concerti a fine serata in un medley di suoi successi in parte ripreso dalla sua esibizione agli MTV Video Music Awards 1995.

## Il concerto

### L'annuncio e le prime prove
Il primo dei due concerti, quello di Seul, venne annunciato dal cantante il 15 maggio 1998 durante una conferenza stampa tenutasi a Beverly Hills, Los Angeles. L'anno seguente l'artista annunciò, tramite un messaggio video, anche un secondo concerto che si sarebbe tenuto in Germania. Il 9 giugno 1999, Jackson volò in Germania per tenere una conferenza stampa all'Olympiastadion di Monaco di Baviera, dove si sarebbe tenuto il concerto tedesco. Le prove di Michael Jackson, dei suoi musicisti e ballerini per i concerti si tennero inizialmente a Los Angeles nel maggio-giugno del 1999, per la regia di Kenny Ortega, prima di partire per Seul, dove vennero fatte altre prove un giorno prima del concerto vero e proprio.

### L'arrivo di Jackson in Corea
Jackson atterrò lunedì 21 giugno 1999 a Seul intorno alle 12:00. Oltre 2.000 poliziotti arrivarono all'aeroporto per scortare il Re del Pop. Circa 300 fan aspettarono Michael Jackson fuori dallo Shilla Hotel dove il cantante soggiornò coi figli Prince e Paris nella suite presidenziale. Martedì 22 giugno, il cantante visitò il parco di divertimenti Everland, un parco a tema situato nella periferia di Seul. I possessori di biglietti per il concerto del MJ & Friends poterono entrare gratuitamente nel parco divertimenti durante la visita di Jackson.

### Lo spettacolo
Come molti concerti benefici, lo spettacolo ebbe inizio nel pomeriggio con le esibizioni di molti artisti solisti e gruppi, per poi proseguire fino alla sera tardi. A Monaco lo spettacolo si è aperto con l'esibizione alle 15:00 del gruppo Status Quo che hanno aperto lo show con la canzone Rockin' All Over the World seguiti in rapida successione da Ringo Starr con Yellow Submarine, gli Scorpion, i Boyzone, Patricia Kaas, Zucchero e tanti altri.
Jackson fu l'ultimo artista ad esibirsi ad entrambe le serate, ma nel concerto di Monaco di Baviera fece una speciale apparizione già nel pomeriggio per annunciare, e poi accompagnare sul palco, il tenore italiano Andrea Bocelli.

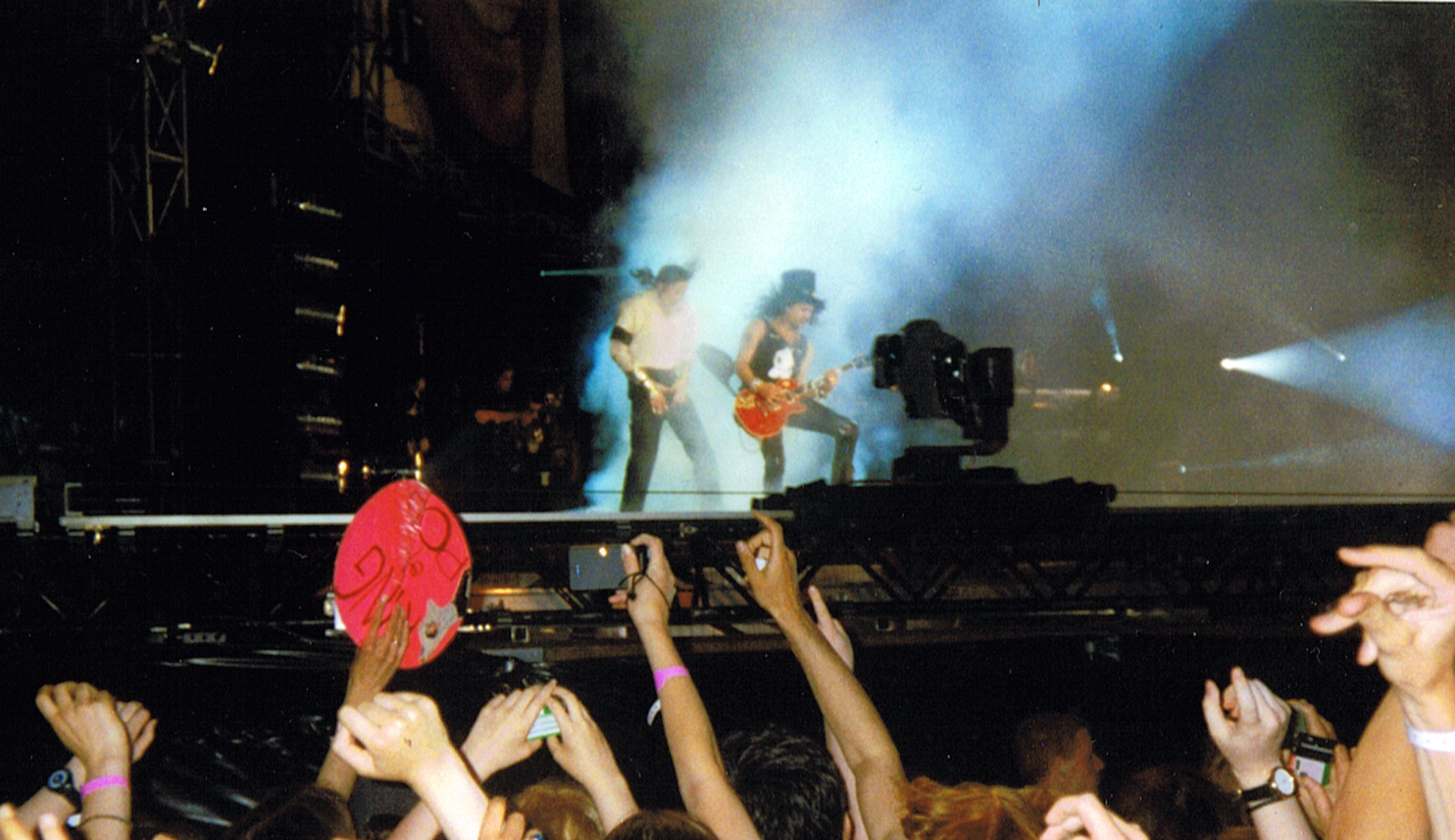
Michael Jackson e Slash sul palco mentre interpretano Black or White a Monaco il 27 giugno 1999.

La performance di Jackson vide la partecipazione straordinaria del chitarrista Slash, durante le canzoni Black or White, Billie Jean ed Earth Song, che si esibì anche in un assolo. L'esibizione di Jackson comprendeva diversi effetti pirotecnici, un vero carro armato che irrompeva sul palco durante Earth Song tra varie esplosioni e infine un coro di bambini che lo accompagnarono durante You Are Not Alone.
Il concerto di Monaco fu molto più lungo rispetto a quello di Seul, il motivo fu che inizialmente si era pensato di organizzare due diversi concerti, uno di musica classica e uno più pop, ma alla fine si decise di unirli entrambi realizzando una maratona musicale di quasi nove ore.
A fine serata, dopo aver ringraziato la sua band nella tappa di Seul, Jackson se ne andò dietro le quinte canticchiando una parte del pezzo che concludeva ogni puntata del popolare programma televisivo statunitense The Carol Burnett Show degli anni sessanta/settanta al quale Jackson aveva partecipato coi fratelli, i Jackson 5, negli anni '70, questo il pezzo cantato a Seul: "I'm so glad we had this time together, Just to have a laugh or sing a song..." ("Sono contento che abbiamo passato questi momenti insieme, solo per farci una risata o cantare una canzone...").

### Defezioni e mancate performance
Il tenore italiano Luciano Pavarotti, annunciato tra gli ospiti, cancellò la sua partecipazione all'ultimo momento. Pare che questa defezione fosse una ripicca alla mancata partecipazione di Jackson al Pavarotti & Friends '99 (tenutosi il 1º giugno 1999) al quale il cantante era stato invitato ma non si era presentato ufficialmente a causa di una malattia del suo primogenito, Prince Michael. I due avrebbero dovuto collaborare ad un pezzo benefico come annunciato ai Telegatti già nel 1997 (forse proprio What More Can I Give) ma a causa di questi screzi la loro collaborazione non si è mai più materializzata.
Anche l'attrice Liz Taylor, grande amica di Jackson ed invitata ad entrambe le serate, diede forfait all'ultimo minuto lamentando problemi di salute.
Nonostante fosse stato annunciato poi che Jackson e i suoi ospiti avrebbero dovuto cantare per la prima volta durante i due concerti la canzone What More Can I Give, il cui titolo era scritto ovunque (nei cartelloni, nelle magliette, persino ai lati della struttura del palco), la canzone non è mai stata eseguita durante le due serate e rimarrà inedita fino al 2001.
La canzone She's Out of My Life, provata da Jackson con una corista a Seul, non è stata eseguita in nessuno dei due concerti. Avrebbe dovuto cantarla in duetto con Mariah Carey ma, a causa di un ritardo del suo aereo, quest'ultima non poté provarla e quindi fu cancellata dalla scaletta. Le rare immagini amatoriali delle prove segnano l'ultima volta che Jackson ha eseguito questa canzone dal vivo nella sua carriera.

### Problemi tecnici
Come in molte maratone benefiche di questo tipo, furono diversi i problemi tecnici durante le due serate come per esempio la connessione satellitare col cantante Rod Stewart che saltò all'improvviso; The Kelly Family, Alan Parson, Sasha e Roberto Alagna hanno combattuto con microfoni muti; la violinista Vanessa-Mae dovette invece sostituire il violino nel pieno della sua performance.

#### Incidente di Jackson a Monaco duranteEarth Song
Nella tappa di Monaco di Baviera durante l'esecuzione del brano Earth Song Jackson si stava esibendo sopra ad una struttura simile ad un ponte (soprannominato "Bridge of No Return" ovvero "il ponte del non ritorno", nome rivelatosi tristemente profetico) quando, a causa di un guasto tecnico, la struttura sollevata da quattro cavi è velocemente scesa in picchiata fino a schiantarsi a terra col cantante ancora sopra. Questo ha causato a Jackson delle contusioni che a fine concerto lo hanno costretto a recarsi di urgenza in ospedale. L'artista avrà ripercussioni per il resto della sua vita a causa di questo incidente dato che i dolori alla schiena lo porteranno ad assumere altri antidolorifici, dei quali era già stato dipendente in passato inizialmente a causa delle gravi ustioni riportate al cuoio capelluto durante un famoso incidente durante le riprese di una pubblicità televisiva per la Pepsi nel 1984 e di nuovo dopo le prime accuse di presunti abusi del 1993. Jackson venne dimesso dall'ospedale di Monaco alle sette del mattino del giorno seguente.

### Trasmissione via satellite e successo
Nonostante le defezioni e i problemi tecnici, entrambi i concerti furono un grande successo di pubblico facendo entrambi il tutto esaurito e venendo trasmessi via satellite in tutto il mondo, raccogliendo diversi milioni di dollari in beneficenza, con cifre stimate in oltre 3,3 milioni di dollari. Solo al concerto di Monaco vennero raccolti oltre tre milioni di marchi tedeschi con più di 60.000 spettatori paganti nello stadio e 6,24 milioni di spettatori sul canale televisivo tedesco ZDF.

### I concerti di capodanno cancellati
Dato che gli incassi dei concerti del Michael Jackson & Friends erano andati tutti in beneficenza, il promoter del tour, Marcel Avram, aveva chiesto a Jackson di aiutarlo a recuperare gli ingenti costi accettando di esibirsi in due concerti esclusivi per celebrare l'avvento del nuovo millennio. Entrambi i concerti si sarebbero tenuti ad Honolulu, nelle Hawaii e a Sydney in Australia lo stesso giorno, la notte tra il 31 dicembre 1999 e il 1º gennaio 2000, ma in realtà, grazie al fuso orario, sarebbero stati eseguiti a distanza di 24 ore l'uno dall'altro. I concerti si sarebbero chiamati Michael Jackson's Millennium Concerts, ma non avvennero mai dato che Jackson si tirò indietro dicendo di non aver mai acconsentito. Avram, fece allora causa al cantante negli anni seguenti e in tribunale mostrò in aula i contratti firmati da Jackson, che dichiarò invece di averli firmati probabilmente sotto l'influsso di qualche farmaco. Alla fine la giuria si espresse a favore di Avram, decretando che Jackson pagasse al promotore dei concerti la cifra di 5,3 milioni di dollari per i danni subiti mentre Avram ne aveva chiesti 21,2 milioni. Entrambe le parti raggiunsero un accordo transattivo nel 2003 che risolse i reclami esistenti e futuri relativi ai concerti. Le controversie riguardanti l'accordo dovevano essere risolte presso la Corte Superiore come parte dell'accordo transattivo, ma Avram andò avanti con l'arbitrato. Jackson fece causa ad Avram nel 2005 per chiedere un'ingiunzione per impedire qualsiasi forma alternativa di risoluzione delle controversie. La causa chiese anche un'ingiunzione preliminare per impedire ad Avram di procedere con l'arbitrato.

## Date del tour
| Data           | Città             | Stato         | Luogo                   |
| Asia           | Asia              | Asia          | Asia                    |
| -------------- | ----------------- | ------------- | ----------------------- |
| 25 giugno 1999 | Seul              | Corea del Sud | Stadio olimpico di Seul |
| Europa         |                   |               |                         |
| 27 giugno 1999 | Monaco di Baviera | Germania      | Olympiastadion          |

## Ospiti

### Ospiti Seul
- Barenaked Ladies
- Boyz II Men
- Mariah Carey
- HOT
- Patricia Kaas
- Filipp Kirkorov
- Andy Lau
- Coco Lee
- Vanessa Mae
- Scorpions
- SES
- Steven Seagal
- Slash
- Spirit of the Dance
- Status Quo
- Luther Vandross

### Ospiti Monaco di Baviera
- Allah Rakha Rahman
- Mario Adorf
- Roberto Alagna
- Jack Bruce
- All Saints
- Barenaked Ladies
- Andrea Bocelli
- Boyzone
- Angela Gheorghiu
- Udo Jürgens
- Patricia Kaas
- Kelly Family
- Filipp Kirkorov
- Helmut Lotti
- Vanessa Mae
- Peter Maffay & Noa
- Alan Parsons
- André Rieu
- Sasha
- Scorpions
- Slash
- Spirit of the Dance
- Ringo Starr
- Status Quo
- Luther Vandross
- Zucchero Fornaciari

## Scaletta Michael Jackson
1. Intro: Don't Stop 'Til You Get Enough (parte parlata iniziale)
2. Medley: The Way You Make Me Feel / Scream / Beat It / Thriller
3. Black or White (con Slash)
4. Slash (assolo alla chitarra)
5. Billie Jean
6. Dangerous (in versione inedita con parti pensate inizialmente per lo special televisivo One Night Only del 1995 poi cancellato[34])
7. Earth Song (con Slash sul finale)
8. I'm So Glad We Had This Time Together snippet (solo a Seul il 25 giugno)[35]
9. You Are Not Alone (con coro di bambini sul finale)
10. Outro: Heal the World (strumentale più cori)